# 小嶋雄介
小嶋 雄介 （こじま ゆうすけ、1984年10月25日 - ）は、日本の実業家。株式会社Macbee Planet創業者、代表取締役社長を歴任。

## 来歴
神奈川県鎌倉市出身。2008年、駒澤大学経営学部経営学科卒業。同年4月、株式会社ケーユー入社。
2009年5月、株式会社フィールズ入社。2011年1月、株式会社文化企画入社。
2013年10月、株式会社まくびーインターナショナル入社。
2015年8月、株式会社Macbee Planetを設立し代表取締役社長に就任

。
2016年、ベストベンチャー100（2016年から3年連続）、アジアの注目企業100（2017年）に選出される。「2019年 デロイトトーマツ日本テクノロジー Fast 50」受賞。
2020年3月、東証マザーズに上場。
2020年11月、代表取締役兼営業本部長。2021年12月15日、取締役
。